# Herb Tomaszowa Mazowieckiego
Herb Tomaszowa Mazowieckiego – jeden z symboli miasta Tomaszów Mazowiecki w postaci herbu.

## Wygląd i symbolika

Rawicz (herb szlachecki)

Herb przedstawia w polu złotym czerwono odzianą pannę w koronie na czarnym niedźwiedziu. 
Jest to herb szlachecki Rawicz i nawiązuje do założyciela miasta – hrabiego Antoniego Jana Ostrowskiego, który nazwał założoną przez siebie osadę przemysłową na cześć swego ojca, kasztelana czerskiego Tomasza Ostrowskiego.

## Historia
Tomaszów Mazowiecki uzyskał herb w 1926 roku, więc prawie wiek po otrzymaniu praw miejskich. W 1927 roku miano oddać do użytku nowy ratusz, więc podjęto szereg przygotowań, by uświetnić tę znaczącą w dziejach miasta uroczystość, na którą zaproszony został ówczesny Prezydent RP Ignacy Mościcki, który często odpoczywał w pobliskiej Spale. M. in. wydano wtedy pierwszą monografię miasta, której autorem był Tadeusz Seweryn. Dotkliwy dla władz miasta był brak herbu. Mimo że istniały wcześniej różne propozycje herbu, wiążące się z tradycjami włókienniczymi miasta, jednak żadna z nich nie otrzymała społecznej aprobaty. Uznano, iż w tej sytuacji najlepiej będzie poradzić się potomka założyciela i właściciela miasta – Jana Krystyna hrabiego Ostrowskiego. Ten wyraził zgodę aby rodowy herb rodziny Ostrowskich – Rawicz stał się herbem Tomaszowa. Dzięki temu prezentowi miasto uzyskało nie tylko herb, ale i legendę z nim związaną. Zarówno herb jak i legenda szybko przyjęła się w nadpilicznym grodzie, którego położenie wśród lasów Puszczy Pilickiej dodało legendzie autentyczności. Herb wyraża trwałe związki rodziny Ostrowskich z miastem.

## Legenda
„Początki tego herbu w Anglii zakładają; gdy bowiem król angielski, schodząc z tego świata, syna jednego i córkę pozostawił, której w posagu wszystkie ruchomości, a między niemi ozdoby królewskie odkazał; brat jej, który się został przy królestwie po śmierci ojcowskiej, widząc, że by tak wielkich skarbów postradał, gdyby była siostra jego za granice za mąż wydana, ile że możni i potężni o nią konkurowali panowie, za poradą swych stanów dał ją na pożarcie drapieżnemu niedźwiedziowi; wszakże ten za sprawą Boską, nie tylko jej najmniej nie szkodził, ale także ułaskawiwszy się, stopy jej lizał, tak dalece, że go pasem swym okiełznawszy, na nim z tarasu wyjechała. O czem gdy znać dano bratu jej, przeprosiwszy ją, wydał w małżeństwo księciu lotaryńskiemu, z którym gdy spłodziła kilku synów, o to się postarała, iż im ten herb nadano. Ci rozbieżawszy się, czy ich potomkowie po różnych krajach, do Czech też niektórzy zaszli, a stamtąd do Polski.”